# Caraíva
Caraíva é um distrito do município brasileiro de Porto Seguro, no litoral do estado da Bahia. Segundo o censo demográfico de 2022, realizado pelo Instituto Brasileiro de Geografia e Estatística (IBGE), sua população era de 13 214 habitantes e havia 4 192 domicílios particulares permanentes ocupados.

## Imagens

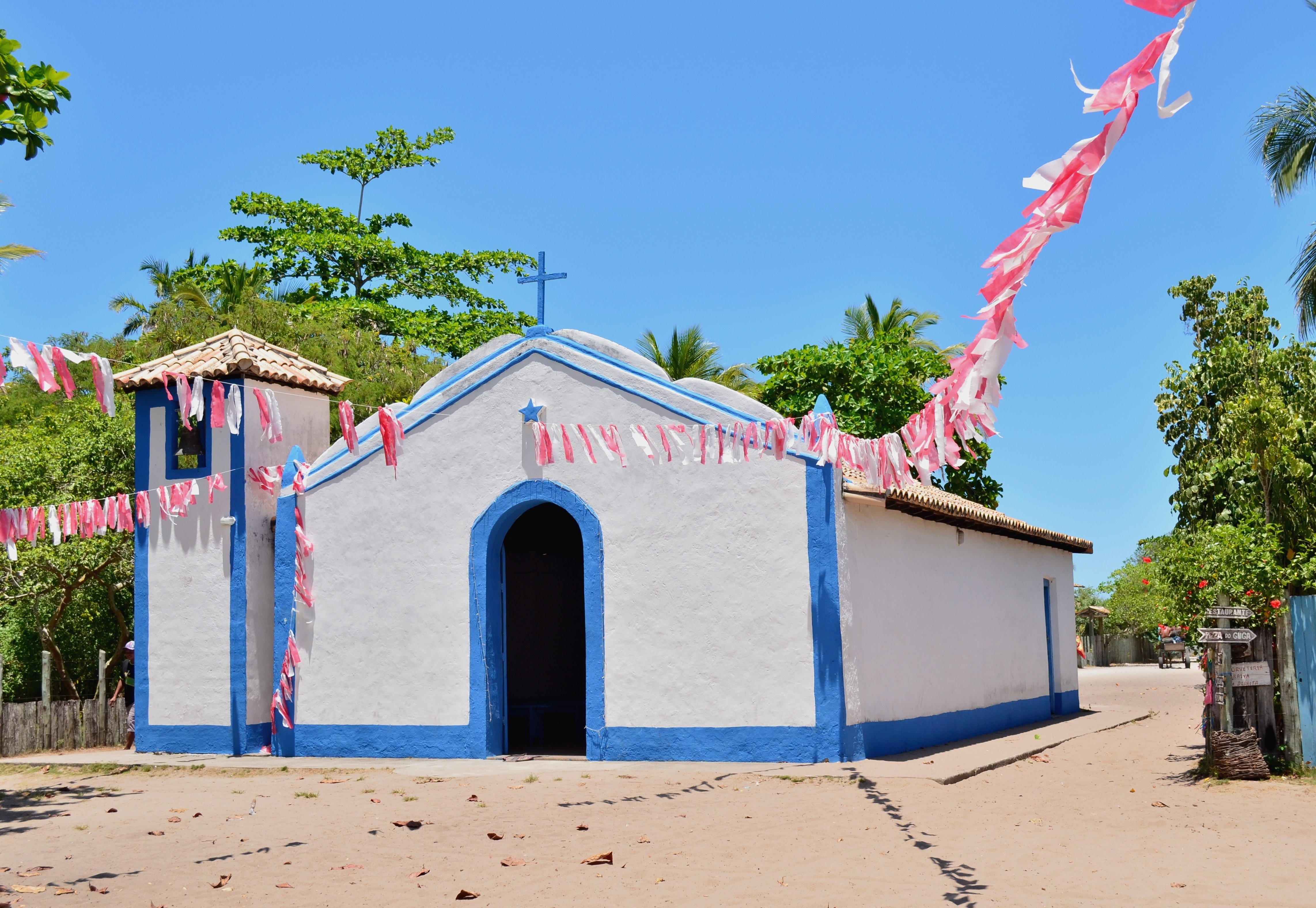
Igreja São Sebastião de Caraíva
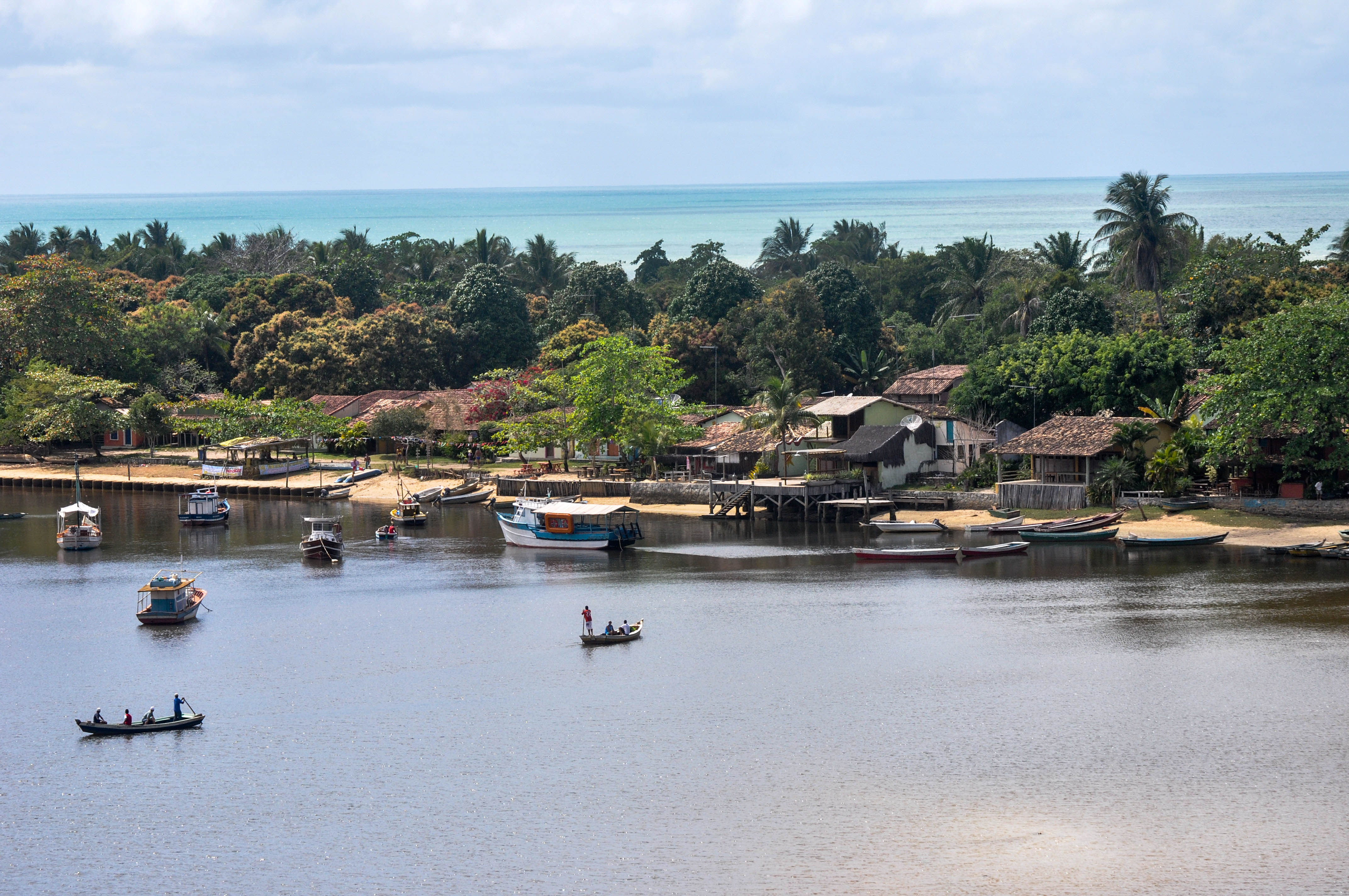
Vila de Caraíva
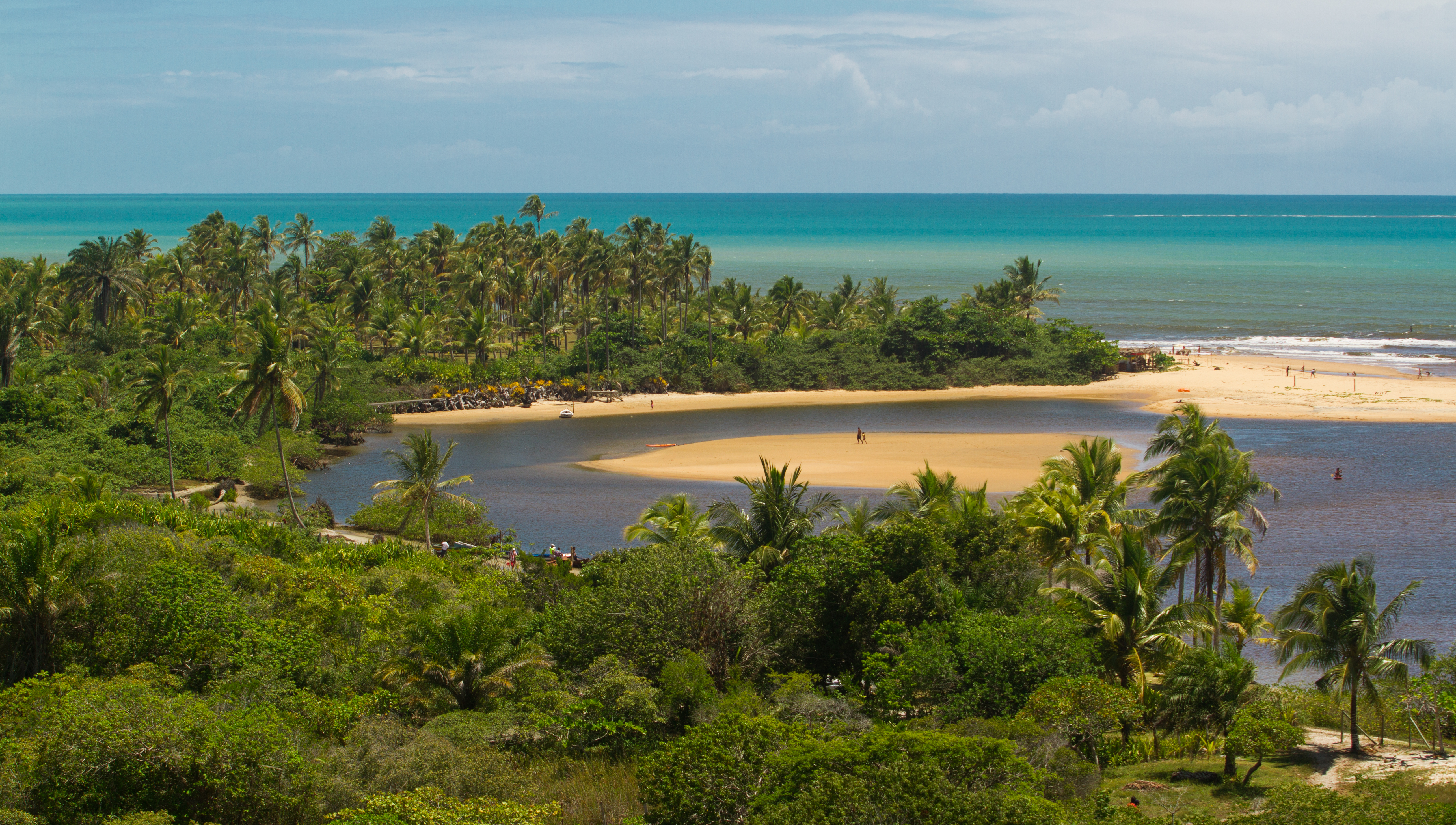
Foz do rio Caraíva no litoral do distrito